# Evropská silnice E35
Evropská silnice E35 je evropskou silnicí 1. třídy. Začíná v nizozemském Amsterdamu a končí v italském Římě. Celá trasa měří 1647 kilometrů.

## Trasa
- Nizozemsko
  - Amsterdam – Utrecht – Arnhem

- Německo
  - Duisburg – Kolín nad Rýnem – Bonn – Frankfurt nad Mohanem – Darmstadt – Bensheim – Heidelberg – Karlsruhe – Baden-Baden – Freiburg im Breisgau

- Švýcarsko
  - Basilej – Lucern – Gotthardský silniční tunel – Bellinzona – Lugano – Chiasso

- Itálie
  - Como – Milán – Piacenza – Parma – Modena – Bologna – Florencie – Arezzo – Orvieto – Řím

## Galerie

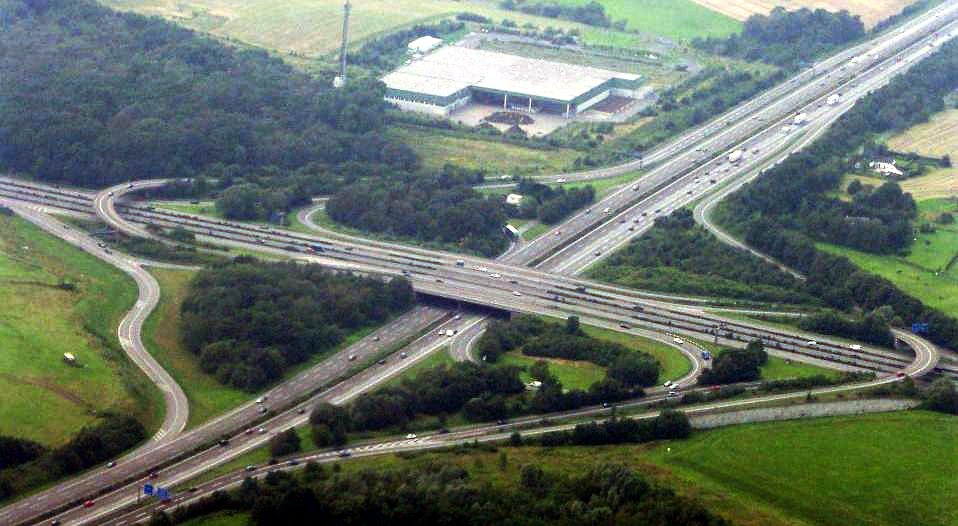
E35 v Německu
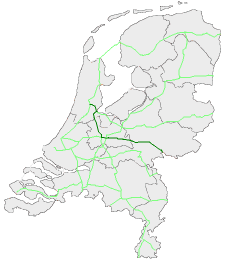
Trasa E35 v Nizozemsku
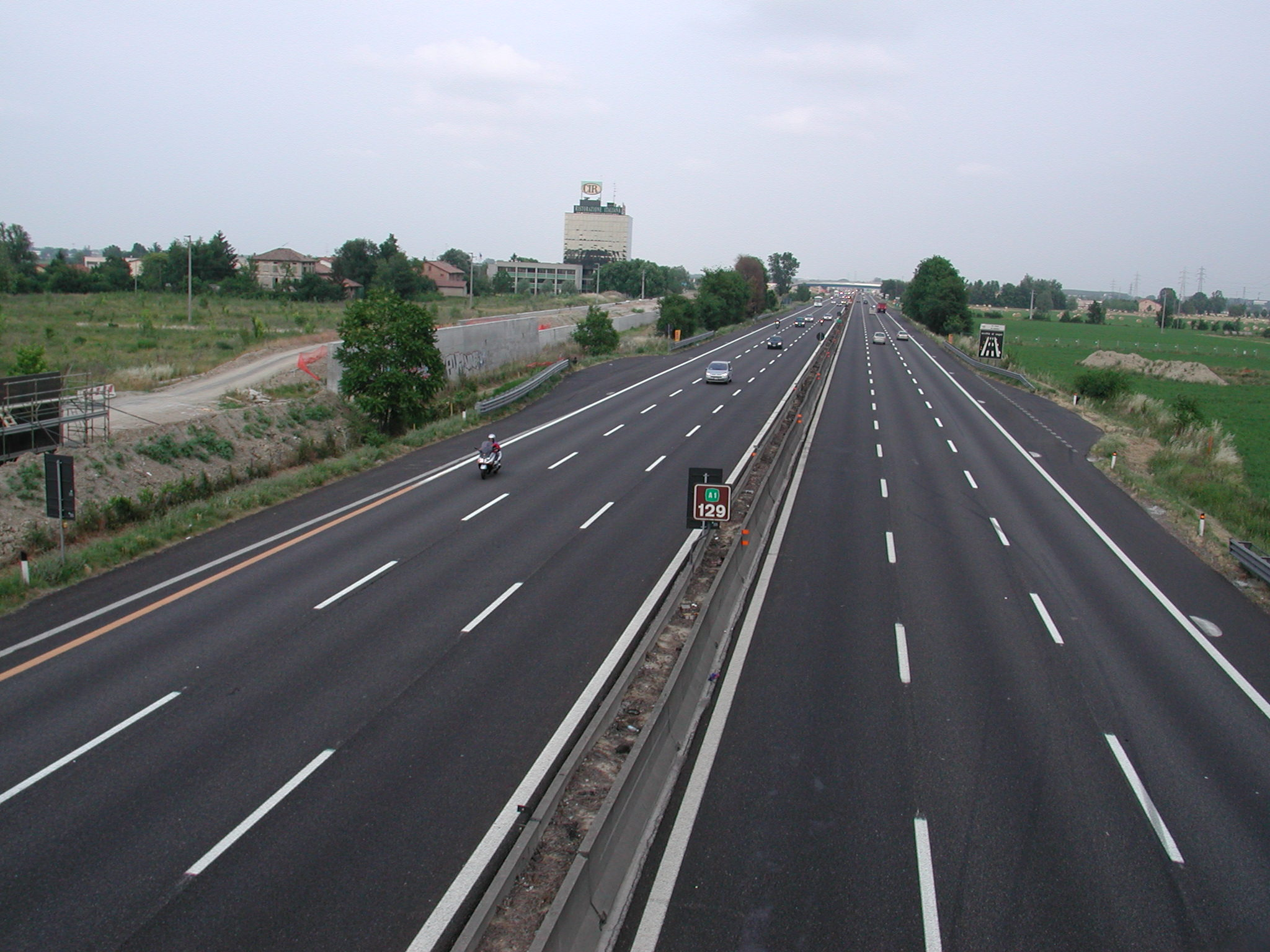
E35 v okolí Modeny
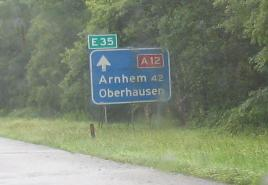
E35 v Nizozemsku
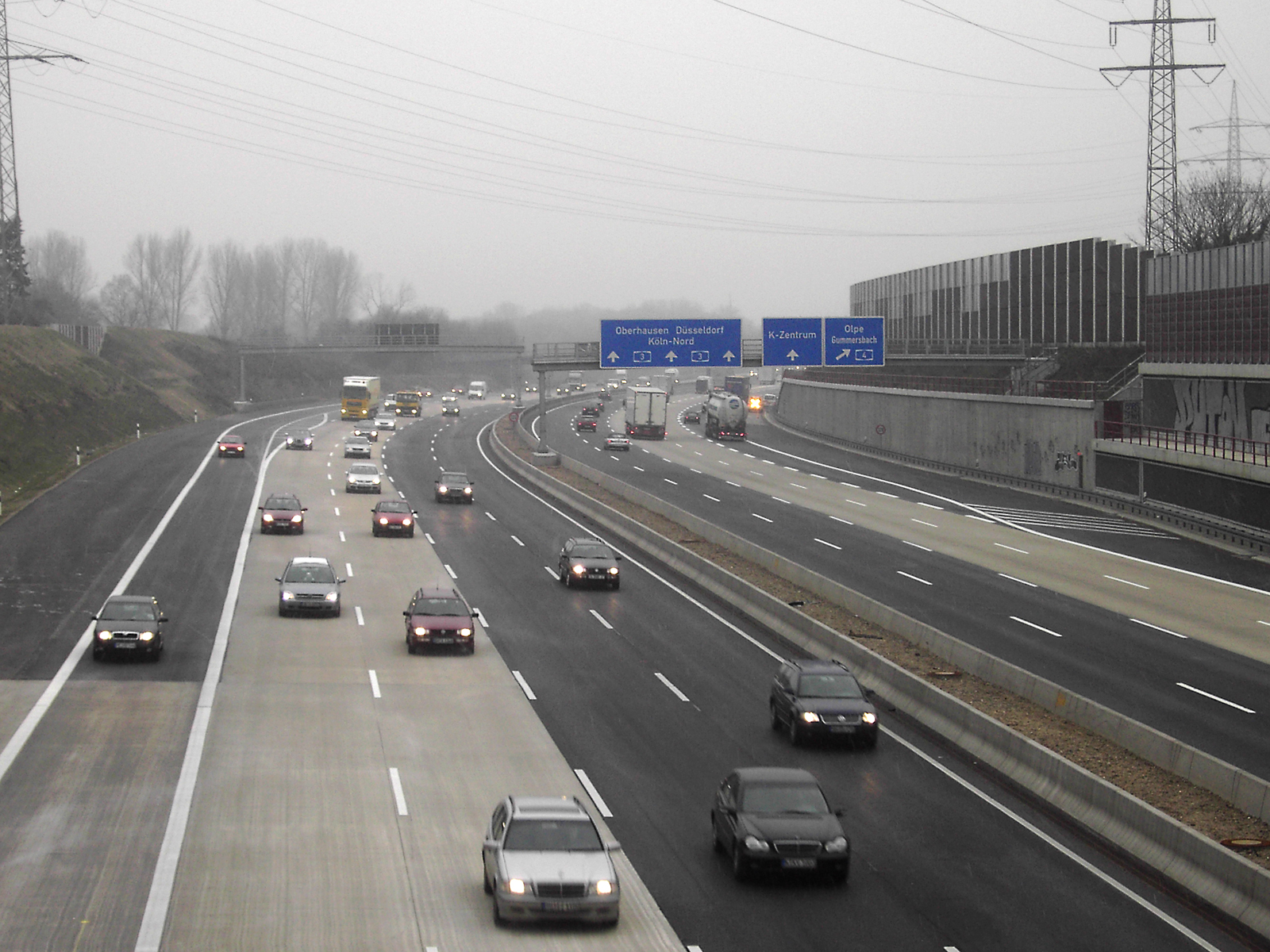
E35 na kolínském okruhu
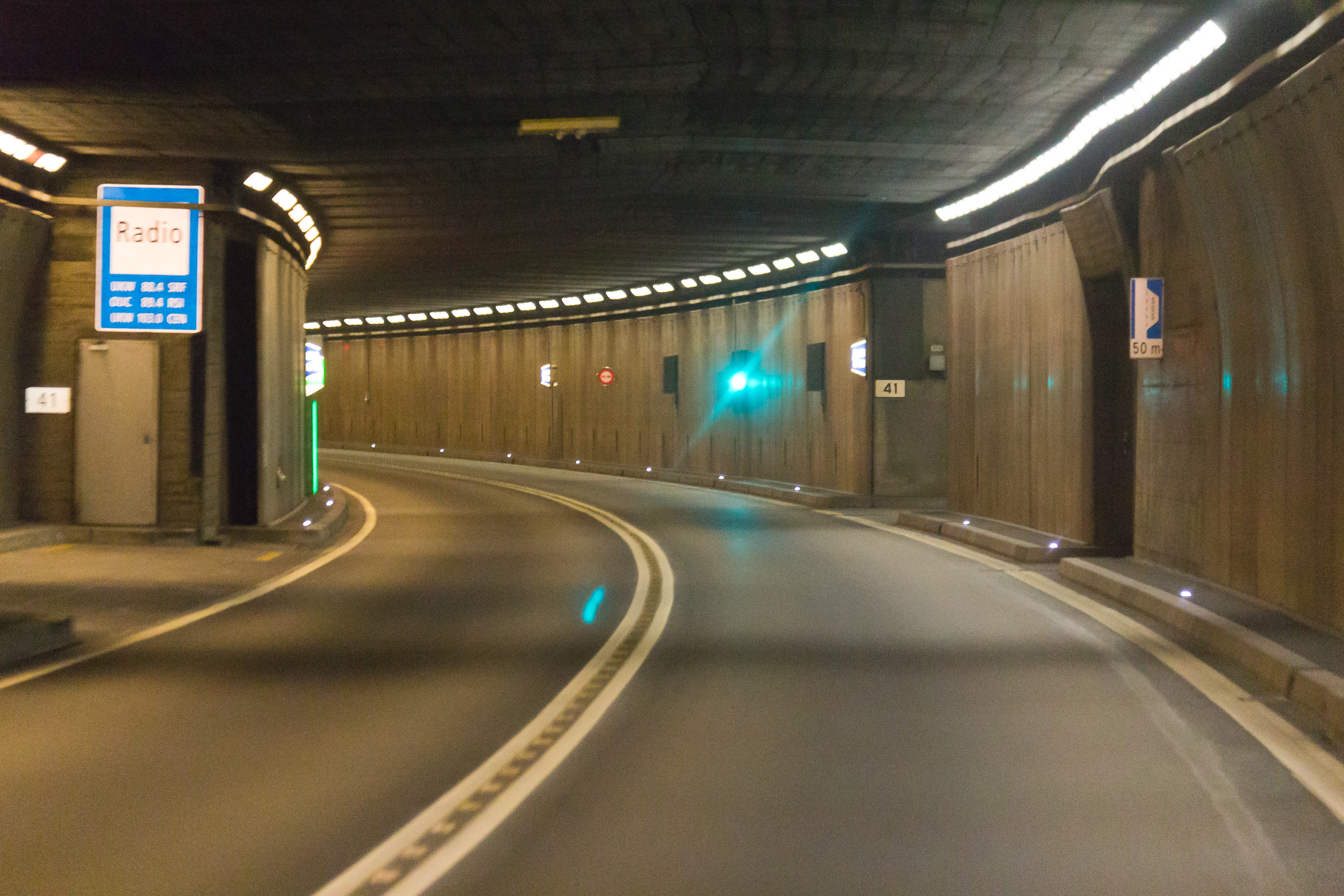
E35 v Gotthardském tunelu
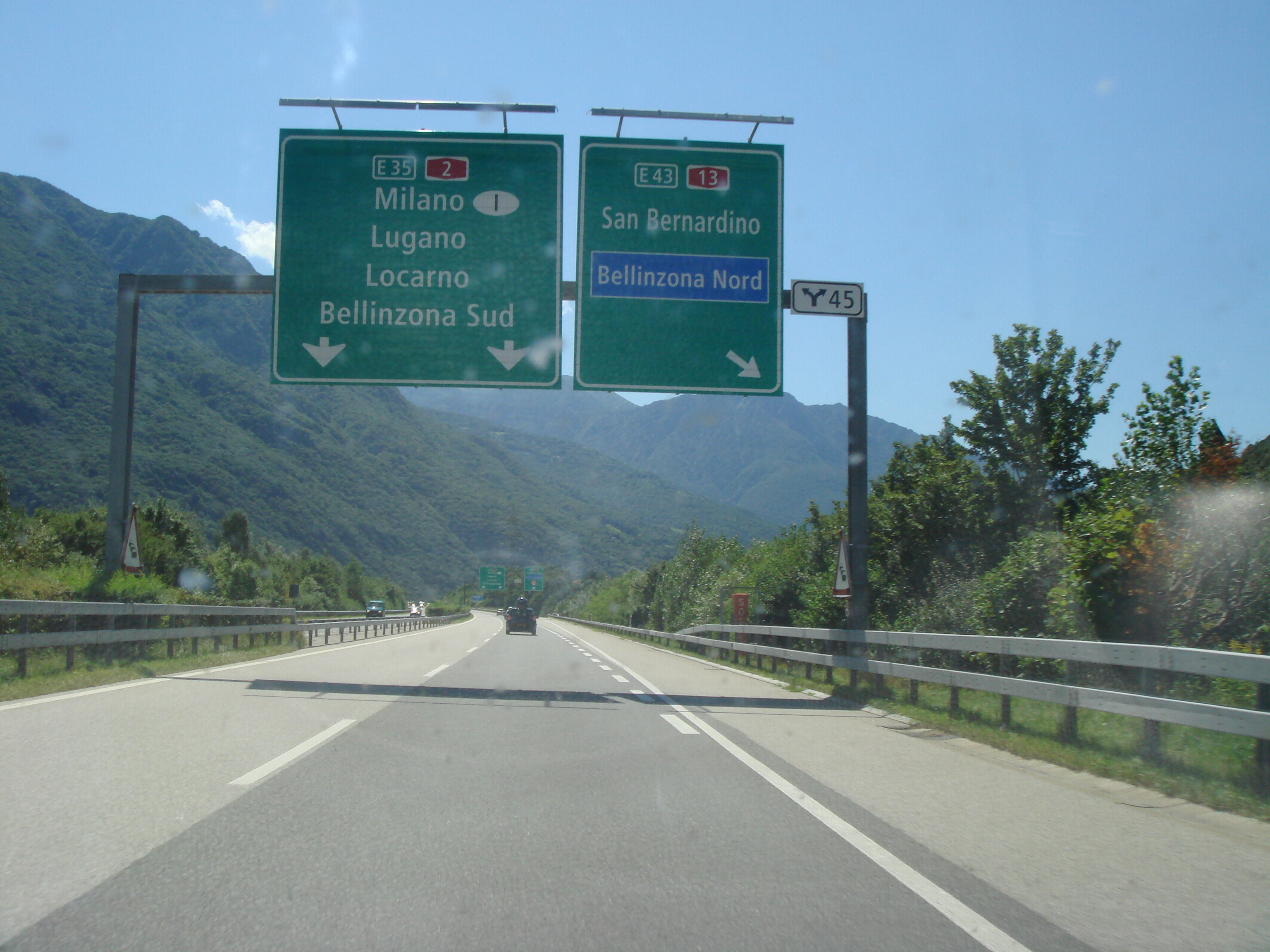
E35 ve Švýcarsku
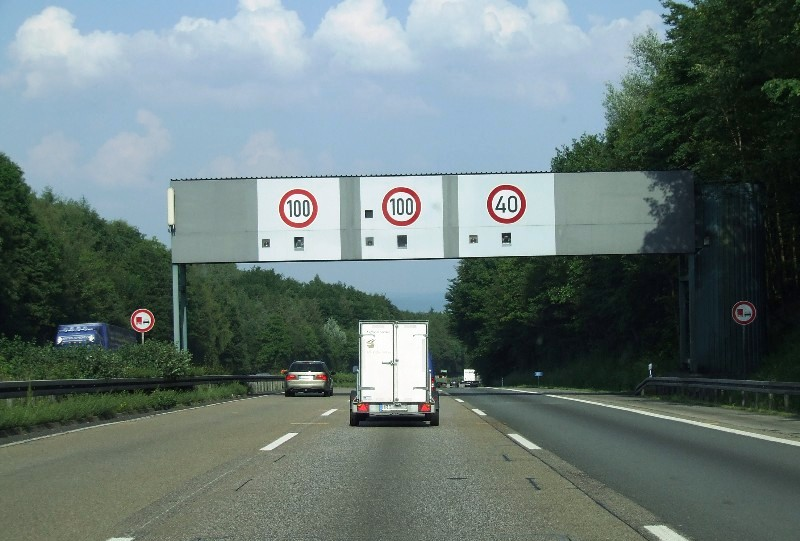
E35 v Německu
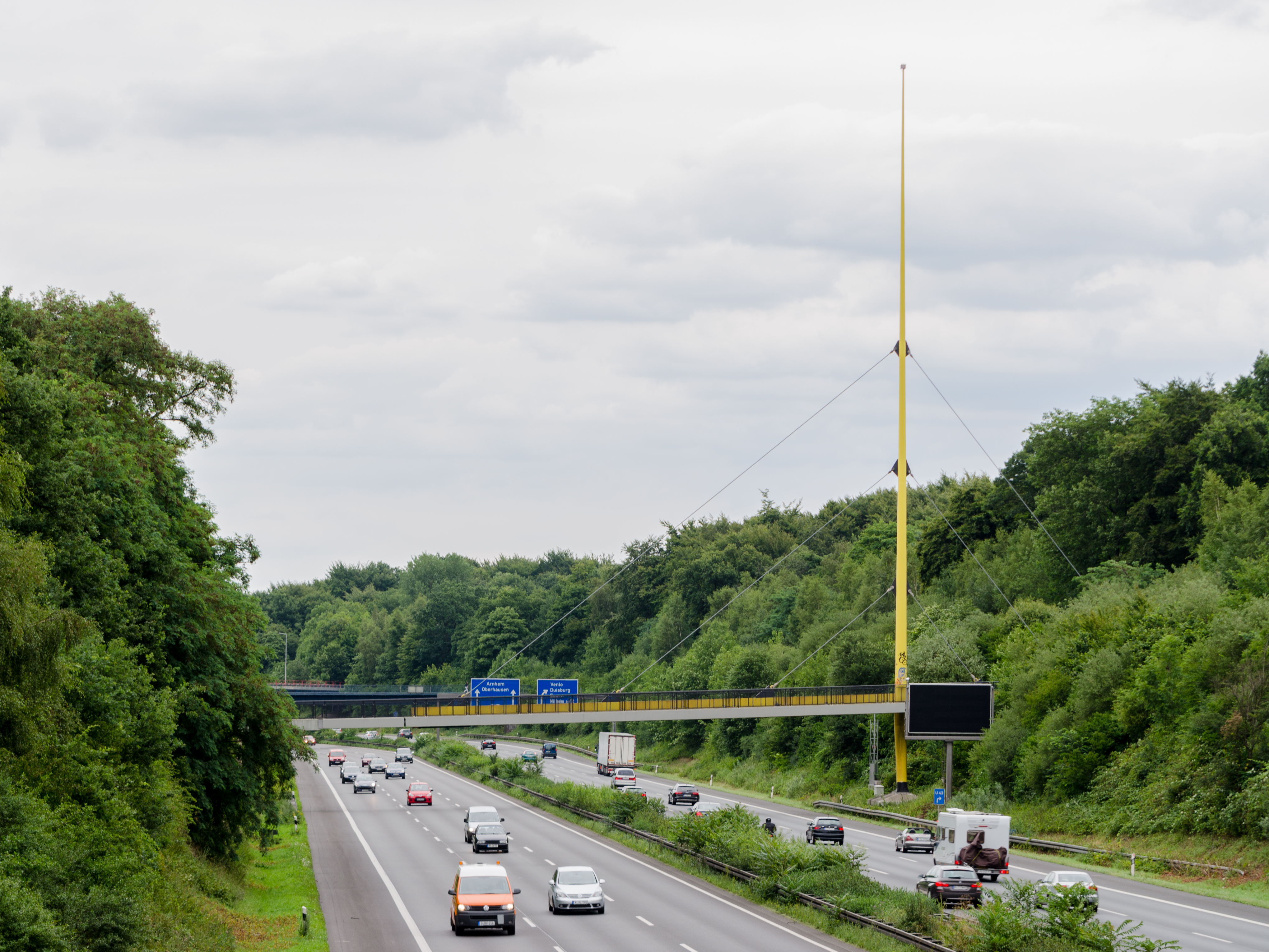
E35 v okolí Duisburgu